# Sint-Jozefskerk (Tessenderlo)

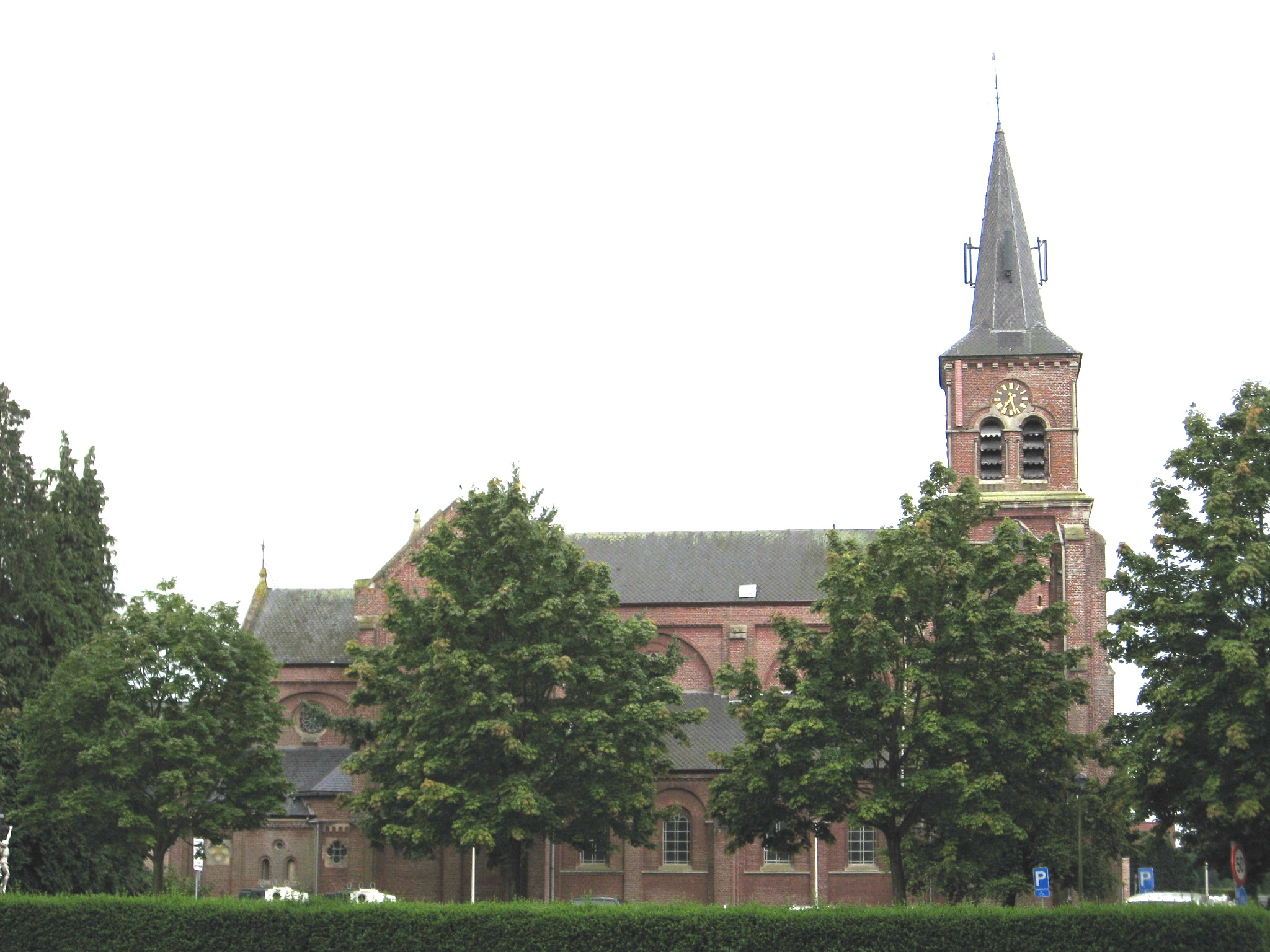
Sint-Jozefskerk

De Sint-Jozefskerk of Sint-Jozef Werkmankerk is de parochiekerk van Schoot, een dorp ten westen van Tessenderlo. De kerk is gelegen aan het Sint-Jozefsplein.

## Geschiedenis en architectuur
Eerst in 1873 werd Schoot een zelfstandige parochie. Aanvankelijk werd een schuur als noodkerk gebruikt, maar in 1878 kwam de eigen kerk gereed. Het is een bakstenen neoromaanse kruisbasiliek, met voorstaande westtoren, ontworpen door F. Stappers. In het interieur vindt men twee eikenhouten biechtstoelen uit de 2e helft van de 17e eeuw, welke afkomstig zijn uit de kerk van Noorderwijk, en in 1914 werden geplaatst.